# 野玫瑰 (北达科他州)
野玫瑰（英語：Wildrose），是美国北达科他州下属的一座城市。根据2010年美国人口普查，该市有人口110人。